# Octavius Catto

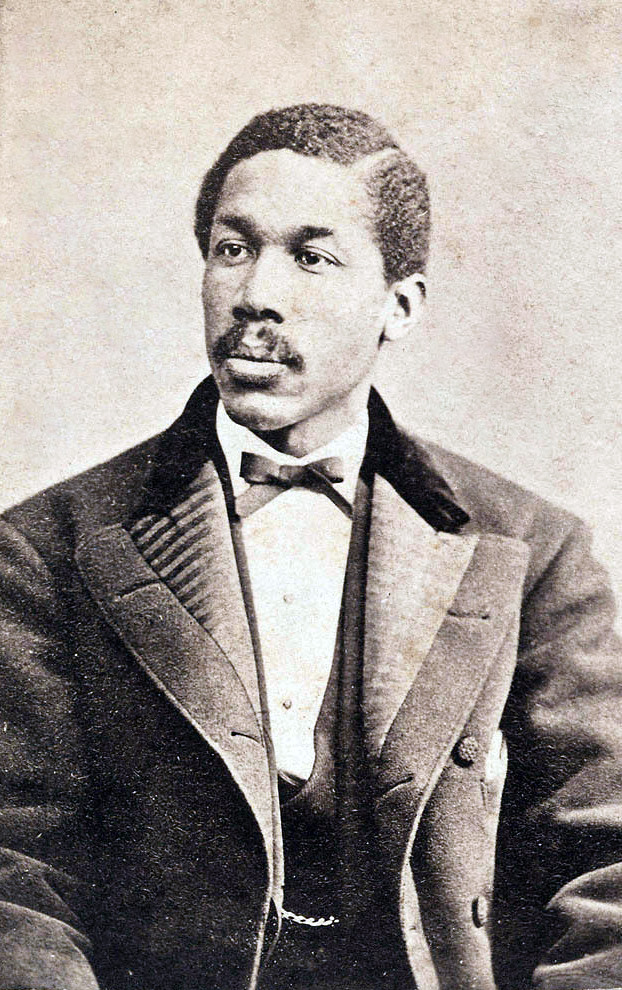
Octavius Catto

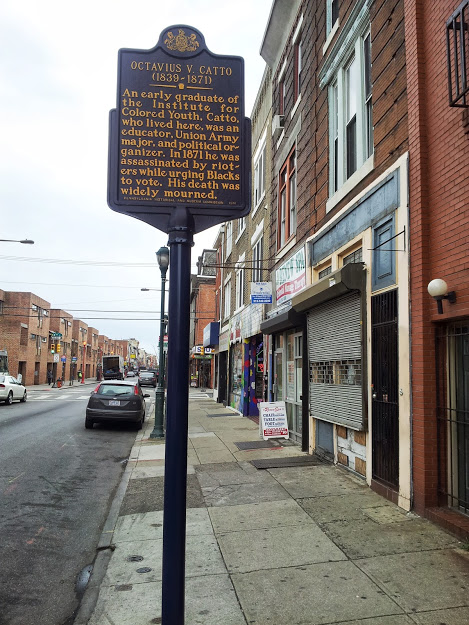
Gedenktafel für Octavius Catto in der 812 South Street in Philadelphia

Octavius Valentine Catto (* 22. Februar 1839 in Charleston, South Carolina; † 10. Oktober 1871 in Philadelphia) war ein amerikanischer Baseballpionier, Pädagoge, Intellektueller und Bürgerrechtsaktivist in Philadelphia.

## Leben
Catto, 1839 als Sohn eines Sklaven in Charleston, South Carolina, geboren, startete seine sportliche Karriere während der Schulzeit im Cricket. Später schloss er sich dem ebenfalls von ehemaligen Cricketspielern gegründeten Baseballclub Pythian Base Ball Club an, dessen Sprecher er später wurde. Gemeinsam mit anderen Spielern startete er den Versuch, sich der National Association of Base Ball Players anzuschließen, der ersten vollorganisierten Spielergemeinschaft der USA. Die Organisation entschied 1867, alle Teams auszuschließen, in denen auch nur ein schwarzer Spieler aktiv war.
Catto wurde Rektor der männlichen Schüler am Institute for Colored Youth, wo er auch ausgebildet worden war. Als freier Mann in Charleston, South Carolina, in einer prominenten gemischtrassigen Familie geboren, zog er als Junge mit seiner Familie in den Norden. Er ließ sich ausbilden, arbeitete als Lehrer und engagierte sich für die Bürgerrechte. Er wurde auch als Spitzenkricket- und Baseballspieler im Philadelphia des 19. Jahrhunderts bekannt.
Catto wurde zum Märtyrer des Rassismus, da er bei Gewalttaten am Wahltag in Philadelphia erschossen wurde, wo ethnische Iren der Demokratischen Partei, die gegen die Reconstruction war und das Wahlrecht für Schwarze bekämpft hatte, schwarze Männer angriffen, um sie daran zu hindern, für republikanische Kandidaten zu stimmen.
Zu Cattos Beerdigung strömten Tausende; Philadelphias Zeitungen beschrieben den Toten als „the pride of his race in the city“. 2017 enthüllte der Bürgermeister von Philadelphia vor dem Rathaus eine Catto-Statue. Sie wurde zum Sammelplatz für Philadelphias Black-Lives-Matter-Demonstrationen.